# ドバイミレニアムステークス
ドバイミレニアムステークス（Dubai Millennium Stakes）とはドバイレーシングクラブがメイダン競馬場の芝2000mで施行する競馬の国際競走である。

## 概要
レース名の由来となったドバイミレニアムは2000年のドバイワールドカップを含めG1競走を4勝した競走馬である。
2014年にリステッド競走として始まり、2016年にG3に昇格した。

## 歴代優勝馬
| 年   | 調教国・優勝馬 | タイム  | 騎手           | 調教師                   | 馬主                |
| ---- | -------------- | ------- | -------------- | ------------------------ | ------------------- |
| 2014 | Tasaday        | 2:02.33 | S.ソウサ       | S.ビン・スルール         | ゴドルフィン        |
| 2015 | Hunter's Light | 2:00.67 | J.ドイル       | S.ビン・スルール         | ゴドルフィン        |
| 2016 | Tryster        | 2:04.79 | W.ビュイック   | C.アップルビー           | ゴドルフィン        |
| 2017 | Zarak          | 2:03.73 | C.スミヨン     | A.ド・ロワイエ＝デュプレ | アーガー・ハーン4世 |
| 2018 | Folkswood      | 2:02.33 | W.ビュイック   | C.アップルビー           | ゴドルフィン        |
| 2019 | Spotify        | 2:05.55 | J.ドイル       | C.アップルビー           | ゴドルフィン        |
| 2020 | Ghaiyyath      | 2:00.33 | W.ビュイック   | C.アップルビー           | ゴドルフィン        |
| 2021 | Star Safari    | 2:04.01 | W.ビュイック   | C.アップルビー           | ゴドルフィン        |
| 2022 | Royal Fleet    | 2:01.61 | J.ドイル       | C.アップルビー           | ゴドルフィン        |
| 2023 | Nations Pride  | 2:01.16 | W.ビュイック   | C.アップルビー           | ゴドルフィン        |
| 2024 | Warren Point   | 2:01.19 | M.バルザローナ | C.アップルビー           | ゴドルフィン        |
| 2025 | First Conquest | 2:00.69 | W.ビュイック   | C.アップルビー           | ゴドルフィン        |